# Тунель Шміттена
47°18′42″ пн. ш. 12°47′32″ сх. д. / 47.3116° пн. ш. 12.7923° сх. д.
Тунель Шміттена (нім. Schmittentunnel) — об’їзний тунель міста Целль-ам-Зее, Австрія та автомобільний тунель на дорозі Пінцгау  (нім. Pinzgauer Straße, B 311) в австрійській землі Зальцбург.
Тунель Шміттена має довжину 5111 м і виконує роль розвантажувальної дороги для наскрізної дороги в Целль-ам-Зее, яка зазвичай дуже завантажена. Тунель прямує від передмістя Целль-ам-Зее-Зюд до північного кінця міста Целль-ам-Зее. Однією з особливостей є розв'язка в тунелі до Старого міста Целль-ам-Зее.
Будівництво тунелю почалося в 1993 році, а збійка відбулась 18 липня 1994 року. У 1996 році його було введено в експлуатацію. Кошторисна вартість склала приблизно 1,39 мільярда шилінгів (приблизно 101,3 мільйона євро).